# Шладен-Верла
Шладен-Верла (на немски: Schladen-Werla) е община в окръг Волфенбютел в Долна Саксония, Германия, с площ от 73,85 km² и 8789 жители (2015).
Шладен-Верла е образуван на 1 ноември 2013 г. от град Хорнбург и общините Гилде, Шладен и Верлабургдорф.